# أوليفر أندرسون
أوليفر أندرسون (بالإنجليزية: Oliver Anderson)‏ هو لاعب كرة مضرب أسترالي، ولد في 30 أبريل 1998 في بريزبان في أستراليا.

## وصلات خارجية
- أوليفر أندرسون على موقع رابطة محترفي التنس (الإنجليزية)
- أوليفر أندرسون على موقع الاتحاد الدولي لكرة المضرب (الإنجليزية)
- أوليفر أندرسون على موقع اتحاد التنس الأسترالي (الإنجليزية)
- أوليفر أندرسون على موقع خلاصة التنس.كوم (الإنجليزية)
- أوليفر أندرسون على موقع إي إس بي إن.كوم (الإنجليزية)